# Frankrijk op de Olympische Zomerspelen 1920
Frankrijk nam deel aan de Olympische Zomerspelen 1920 in Antwerpen, België. De 41 medailles waren goed voor een achtste plaats in het medailleklassement.

## Medailleoverzicht
| Sport         | Olympiër | Discipline                            | Medaille |
| ------------- | --- | ------------------------------------- | -------- |
| Atletiek      | Joseph Guillemot | 5000m (m)                             | Goud     |
| Boksen        | Paul Fritsch | -57,15kg (m)                          | Goud     |
| Boogschieten  | Julien Louis Brule | 50m bewegend vogeldoel individueel    | Goud     |
| Gewichtheffen | Henri Gance | -75kg (m)                             | Goud     |
| Gewichtheffen | Ernest Cadine | -82,5kg (m)                           | Goud     |
| Schermen      | Armand Massard | degen (m)                             | Goud     |
| Tennis        | Suzanne Lenglen | enkelspel (v)                         | Goud     |
| Tennis        | Suzanne Lenglen Max Décugis | dubbelspel (g)                        | Goud     |
| Wielersport   | Fernand Canteloube Georges Detreille Achille Souchard Marcel Gobillot | ploegentijdrit (m)                    | Goud     |
| Atletiek      | Joseph Guillemot | 10000m (m)                            | Zilver   |
| Atletiek      | René Tirard René Lorain René Mourlon Emile Ali Kahn | 4x100m (m)                            | Zilver   |
| Boksen        | Jean Gachet | -57,15kg (m)                          | Zilver   |
| Boogschieten  | Léonce Gaston Quentin | 28m bewegend vogeldoel individueel    | Zilver   |
| Boogschieten  | Julien Louis Brule | 33m bewegend vogeldoel individueel    | Zilver   |
| Boogschieten  | Julien Louis Brulé Léonce Gaston Quentin Pascal Fauvel Eugène Grisot Eugène Richez Artur Mabellon Léon Epin Paul Leroy | 33m bewegend vogeldoel team           | Zilver   |
| Boogschieten  | Julien Louis Brulé Léonce Gaston Quentin Pascal Fauvel Eugène Grisot Eugène Richez Artur Mabellon Léon Epin Paul Leroy | 50m bewegend vogeldoel team           | Zilver   |
| Paardensport  | Field | voltige individueel                   | Zilver   |
| Paardensport  | Field Salins Cauchy | voltige team                          | Zilver   |
| Roeien        | Gabriel Poix Maurice Bouton Ernest Barberolle | twee-met (m)                          | Zilver   |
| Rugby         | Edouard Bader François Borde Adolphe Bousquet Jean Bruneval Alphonse Castex André Chilo René Crabos Curtet Alfred Eluère Jacques Forestier Grenet Maurice Labeyrie Constant Lamaignière Robert Levasseur Pierre Petiteau Raoul Thiercelin | mannen                                | Zilver   |
| Schermen      | Alexandre Lippmann | degen (m)                             | Zilver   |
| Schermen      | Philippe Cattiau | floret (m)                            | Zilver   |
| Schermen      | André Labatut Georges Trombert Marcel Perrot Lucien Gaudin Philippe Cattiau Roger Ducret Gaston Amson Lionel Bony De Castellane | floret team (m)                       | Zilver   |
| Schermen      | Jean André Lacroix Jean Margraff Marc Marie Jean Perrodon Henri Marie Raoul De Saint Germain Georges Trombert Jean Mondielli | sabel team (m)                        | Zilver   |
| Schietsport   | Léon Johnson | 300m militair geweer liggend (m)      | Zilver   |
| Schietsport   | Léon Johnson Emile Rumeau Achille Paroche André Parmentier Georges Roes | 300m militair geweer liggend team (m) | Zilver   |
| Turnen        | Marcos Torrès | meerkamp individueel (m)              | Zilver   |
| Zeilen        | Albert Weil Félix Picon Robert Monier | 6,5m                                  | Zilver   |
| Atletiek      | Georges André Gaston Fery Maurice Delvart Jean André Devaux | 4x400m (m)                            | Brons    |
| Boksen        | Albert Eluère | +79,38kg (m)                          | Brons    |
| Boogschieten  | Julien Louis Brulé Léonce Gaston Quentin Pascal Fauvel Eugène Grisot Eugène Richez Artur Mabellon Léon Epin Paul Leroy | 28m bewegend vogeldoel team           | Brons    |
| Gewichtheffen | Louis Bernot | +82,5kg (m)                           | Brons    |
| Roeien        | Gaston Giran Alfred Plé | dubbel-twee (m)                       | Brons    |
| Schermen      | Gustave Buchard | degen (m)                             | Brons    |
| Schermen      | Armand Massard Alexandre Lippmann Gustave Buchard Georges Casanova Georges Trombert Gaston Amson Emile Moreau | degen team (m)                        | Brons    |
| Schermen      | Roger Ducret | floret (m)                            | Brons    |
| Tennis        | Pierre Albarran Max Décugis | dubbelspel (m)                        | Brons    |
| Tennis        | Elisabeth D'Ayen Suzanne Lenglen | dubbelspel (v)                        | Brons    |
| Turnen        | Jean Gounot | meerkamp individueel (m)              | Brons    |
| Turnen        | Georges Berger Emile Bouchès René Boulanger Alfred Buyenne Eugène Cordonnier Léon Delsarte Lucien Démanet Paul Durin Georges Duvant Fernand Fauconnier Arthur Hermann Albert Hersoy André Higelin Auguste Hoel Louis Kempe Georges Lagouge Paulin Lemaire Ernest Lespinasse Emile Martel Jules Pirard Eugène Pollet Georges Thurnherr Marco Torrès François Walker Julien Wartelle Paul Wartelle | meerkamp team (m)                     | Brons    |
| Wielersport   | Fernand Canteloube | tijdrit (m)                           | Brons    |

## Deelnemers en resultaten

### Atletiek
| Olympiër                                                                | Discipline               | Resultaat     | Prestatie                                                                                        |
| ----------------------------------------------------------------------- | ------------------------ | ------------- | ------------------------------------------------------------------------------------------------ |
| Émile Ali-Khan                                                          | 100m (m)                 | 5e            | serie 9: 1ste in 11,0 kwartfinale 3: 2de in 10,9 halve finale 2: 2de in 10,8 finale: 5de in 11,1 |
| René Lorain                                                             | 100m (m)                 | center>series | serie 6: 3de                                                                                     |
| René Mourlon                                                            | 100m (m)                 | kwartfinale   | serie 2: 1ste in 11,2 kwartfinale 1: 3de in 11,0                                                 |
| René Tirard                                                             | 100m (m)                 | kwartfinale   | serie 7: 2de in 11,7 kwartfinale 4: 4de in 11,2                                                  |
| René Caste                                                              | 200m (m)                 | 11e           | serie 5: 1ste in 23,0 kwartfinale 2: 3de in 22,2                                                 |
| René Lorain                                                             | 200m (m)                 | center>14e    | serie 11: 1ste in 25,0 kwartfinale 3: 3de in 23,0                                                |
| Jean-René Seurin                                                        | 200m (m)                 | series        | serie 12: 3de in 23,6                                                                            |
| René Tirard                                                             | 200m (m)                 | kwartfinale   | serie 1: 1ste in 23,2 kwartfinale 1: 3de                                                         |
| Géo André                                                               | 400m (m)                 | halve finale  | serie 4: 2de in 52,3 kwartfinale 4: 3de in 51,3 halve finale 2: 5de in 50,5                      |
| Eugène Bayon                                                            | 400m (m)                 | center>series | serie 10: 3de in 52,4                                                                            |
| Maurice Delvart                                                         | 400m (m)                 | 21e           | serie 7: 3de in 50,9                                                                             |
| Gaston Féry                                                             | 400m (m)                 | halve finale  | serie 2: 1ste in 51,1 kwartfinale 2: 1ste in 50,6 halve finale 1: 6de                            |
| Kléber Argouac'h                                                        | 800m (m)                 | halve finale  | serie 5: 4de in 2.02,5 halve finale 2: 6de                                                       |
| Fernand Bauduin                                                         | 800m (m)                 | center>11e    | serie 1: 3de in 2.02,5 halve finale 3: 5de in 1.58,0                                             |
| Jean-Paul Esparbès                                                      | 800m (m)                 | 8e            | serie 2: 4de in 1.57,7 halve finale 3: 3de in 1.57,3 finale: 8ste in 1.58,0                      |
| Robert Goullieux                                                        | 800m (m)                 | halve finale  | serie 4: 1ste in 1.58,8 halve finale 1: 5de in 1.59,6                                            |
| André Audinet                                                           | 1500m (m)                | 6e            | serie 1: 3de in 4.03,7 finale: 6de in 4.06,4                                                     |
| Armand Burtin                                                           | 1500m (m)                | center>series | serie 2: 4de in 4.07,7                                                                           |
| Maurice de Conninck                                                     | 1500m (m)                | series        | serie 3: 4de in 4.09,8                                                                           |
| René Leray                                                              | 1500m (m)                | halve finale  | serie 4: 5de in 4.15,0 finale: 10de in 4.16,5                                                    |
| Lucien Duquesne                                                         | 5000m (m)                | series        | serie 2: 5de in 16.08,2                                                                          |
| Joseph Guillemot                                                        | 5000m (m)                | center>       | serie 4: 1ste in 15.33,0 finale: 1ste in 14.55,6                                                 |
| Jean-Baptiste Manhès                                                    | 5000m (m)                | series        | serie 1: 7de in 16.07,8                                                                          |
| Lucien Duquesne                                                         | 10000m (m)               | series        | serie 1: 7de in 35.06,6                                                                          |
| Joseph Guillemot                                                        | 10000m (m)               | center>       | serie 2: 1ste in 32.41,6 finale: 2de in 31.47,2                                                  |
| Gaston Heuet                                                            | 10000m (m)               | DNF           | serie 3: 3de in 32.11,1 finale: niet gefinisht                                                   |
| Jean-Baptiste Manhès                                                    | 10000m (m)               | 6e            | serie 1: 4de in 34.12,0 finale: 6de in 32.26,0                                                   |
| Henri Bernard                                                           | 110m horden (m)          | series        | serie 3: 3de                                                                                     |
| Géo André                                                               | 400m horden (m)          | 4e            | serie 5: 2de in 55,9 halve finale 1: 2de in 55,5 finale: 4de in 54,8                             |
| Marcel Jarrety                                                          | 400m horden (m)          | center>DNF    | serie 2: niet gefinisht                                                                          |
| Albert Lucas                                                            | 400m horden (m)          | series        | serie 3: 4de                                                                                     |
| Edmond Brossard                                                         | 3000m steeplechase (m)   | series        | serie 1: 4de                                                                                     |
| Robert Geyer                                                            | 3000m steeplechase (m)   | center>series | serie 2: 4de in 11.11,9                                                                          |
| Georges Guillon                                                         | 3000m steeplechase (m)   | series        | serie 3: 6de in 10.44,3                                                                          |
| Frédéric Langrenay                                                      | 3000m steeplechase (m)   | 6e            | serie 3: 5de in 10.39,8                                                                          |
| René Lorain René Tirard René Mourlon Émile Ali-Khan                     | 4x100m (m)               | Zilver        | serie 2: 1ste in 43,0 finale: 2de in 42,5                                                        |
| Géo André Gaston Féry Maurice Delvart André Devaux                      | 4x400m (m)               | Brons         | serie 1: 3de in 3.46,6 finale: 3de in 3.23,5                                                     |
| Armand Burtin Gaston Heuet Edmond Brossard Lucien Duquesne René Vignaud | 3000m team (m)           | 4e            | 30 punten                                                                                        |
| Louis Ichard                                                            | marathon (m)             | DNF           | niet gefinisht                                                                                   |
| Albert Moché                                                            | marathon (m)             | center>18e    | 2:50.00,2                                                                                        |
| Henri Teyssedou                                                         | marathon (m)             | 25e           | 3:00.04,0                                                                                        |
| Amédée Trichard                                                         | marathon (m)             | DNF           | niet gefinisht                                                                                   |
| Martial Simon                                                           | 10km snelwandelen (m)    | DSQ           | serie 1: gediskwalificeerd                                                                       |
| Eugène Coulon                                                           | verspringen (m)          | 11e           | kwalificatie: 11de met 6,50m                                                                     |
| Charles Courtin                                                         | verspringen (m)          | center>17e    | kwalificatie: 17de met 6,23m                                                                     |
| Charles Guézille                                                        | verspringen (m)          | 27e           | kwalificatie: 27ste met 5,485m                                                                   |
| Marcel Orfidan                                                          | verspringen (m)          | 14e           | kwalificatie: 14de met 6,39m                                                                     |
| André Chilo                                                             | hink-stap-springen (m)   | 17e           | kwalificatie: 17de met 12,65m                                                                    |
| Etienne Proux                                                           | hink-stap-springen (m)   | center>16e    | kwalificatie: 16de met 12,925m                                                                   |
| Gustave Remouet                                                         | hink-stap-springen (m)   | 19e           | kwalificatie: 19de met 12,475m                                                                   |
| Pierre Guilloux                                                         | hoogspringen (m)         | 13e           | kwalificatie: 13de met 1,75m                                                                     |
| René Labat                                                              | hoogspringen (m)         | center>9e     | kwalificatie: 1ste met 1,80m finale: 9de met 1,75m                                               |
| Pierre Lewden                                                           | hoogspringen (m)         | 7e            | kwalificatie: 1ste met 1,80m finale: 7de met 1,80m                                               |
| André Francquenelle                                                     | polsstokhoogspringen (m) | 10e           | kwalificatie: 1ste met 3,60m finale: 10de met 1,40m                                              |
| Étienne Gajan                                                           | polsstokhoogspringen (m) | center>14e    | kwalificatie: 14de met 3,50m                                                                     |
| Paul Lagarde                                                            | polsstokhoogspringen (m) | 11e           | kwalificatie: 1ste met 3,60m finale: 11de met 3,40m                                              |
| Henri Dozolme                                                           | kogelstoten (m)          | 15e           | kwalificatie: 15de met 11,965m                                                                   |
| Raoul Paoli                                                             | kogelstoten (m)          | center>12e    | kwalificatie: 12de met 12,485m                                                                   |
| Émile Ecuyer                                                            | discuswerpen (m)         | 14e           | kwalificatie: 14de met 36,10m                                                                    |
| Daniel Pierre                                                           | discuswerpen (m)         | center>15e    | kwalificatie: 15de met 35,53m                                                                    |
| André Tison                                                             | discuswerpen (m)         | 11e           | kwalificatie: 11de met 37,35m                                                                    |
| Pierre Grany                                                            | speerwerpen (m)          | 14e           | kwalificatie: 14de met 47,90m                                                                    |
| Arthur Picard                                                           | speerwerpen (m)          | center>15e    | kwalificatie: 15de met 47,09m                                                                    |
| Edmond Bimont                                                           | veldlopen (m)            | 32e           |                                                                                                  |
| Edmond Brossard                                                         | veldlopen (m)            | center>31e    |                                                                                                  |
| Joseph Guillemot                                                        | veldlopen (m)            | DNF           | niet gefinisht                                                                                   |
| Gaston Heuet                                                            | veldlopen (m)            | 8e            | 28.10,0                                                                                          |
| Gustave Lauvaux                                                         | veldlopen (m)            | 17e           |                                                                                                  |
| Joseph Servella                                                         | veldlopen (m)            | 21e           |                                                                                                  |
| Gaston Heuet Gustave Lauvaux Joseph Servella                            | veldlopen team (m)       | 5e            | 40 punten                                                                                        |

### Boksen
| Olympiër           | Discipline  | Resultaat | Prestatie |
| ------------------ | ----------- | --------- | --- |
| Charles Albert     | -50,8kg (m) | 4e        | 1ste ronde: W van ITA Dell'Oro kwartfinale: W van BEL Charpentier halve finale: V van USA Genaro bronzen finale: V van GBR Cuthbertson |
| Jean-B. Rampignon  | -50,8kg (m) | 5e        | 1ste ronde: W van CAN Turner kwartfinale: V van USA Genaro                                                                             |
| Georges Cochon     | -53,5kg (m) | 9e        | 1ste ronde: V van USA Vogel |
| Henri Ricard       | -53,5kg (m) | 5e        | 1ste ronde: W van NOR Nygaard kwartfinale: V van CAN Graham                                                                            |
| Paul Fritsch       | -57,2kg (m) | Goud      | 1ste ronde: vrij 2de ronde: W van USA Etcell kwartfinale: W van NOR Erdal halve finale: W van ITA Garzena finale: W van FRA Gachet     |
| Jean Gachet        | -57,2kg (m) | Zilver    | 1ste ronde: vrij 2de ronde: W van NOR Olsen kwartfinale: W van BEL Bouvy halve finale: W van USA Zivic finale: V van FRA Fritsch       |
| Jacques Grégoire   | -61,2kg (m) | 9e        | 1ste ronde: V van RSA Beland |
| Joseph Solvinto    | -61,2kg (m) | 5e        | 1ste ronde: V van USA Mosberg |
| Léon Gillet        | -66,7kg (m) | 5e        | 1ste ronde: vrij 2de ronde: W van GBR Whitbread kwartfinale: V van USA Colberg                                                         |
| Henri Richards     | -66,7kg (m) | 9e        | 1ste ronde: vrij 2de ronde: V van NOR Steen                                                                                            |
| Jean Dortet        | -72,6kg (m) | 9e        | 1ste ronde: W van BEL Simonon 2de ronde: V van NOR Stromme                                                                             |
| Marcel Rey-Golliet | -72,6kg (m) | 5e        | 1ste ronde: vrij 2de ronde: W van DEN Kruse kwartfinale: V van CAN Prud'Homme                                                          |
| René Darbou        | -79,4kg (m) | 9e        | 1ste ronde: V van NOR Sørsdal |
| Louis Piochelle    | -79,4kg (m) | 5e        | 1ste ronde: vrij kwartfinale: V van GBR Franks                                                                                         |
| Xavier Eluère      | +79,4kg (m) | Brons     | 1ste ronde: W van ITA Barbaresi kwartfinale: W van NOR Hoel halve finale: V van GBR Rawson bronzen finale: W van USA Spengler          |

### Boogschieten
| Olympiër | Discipline                         | Resultaat | Prestatie   |
| --- | ---------------------------------- | --------- | ----------- |
| Léonce Quentin | 28m bewegend vogeldoel individueel | Zilver    | 104 punten  |
| Julien Brulé | 33m bewegend vogeldoel individueel | Zilver    | 94 punten   |
| Julien Brulé | 50m bewegend vogeldoel individueel | Goud      | 134 punten  |
| Julien Louis Brulé Léonce Gaston Quentin Pascal Fauvel Eugène Grisot Eugène Richez Artur Mabellon Léon Epin Paul Leroy | 28m bewegend vogeldoel team        | Brons     | 2328 punten |
| Julien Louis Brulé Léonce Gaston Quentin Pascal Fauvel Eugène Grisot Eugène Richez Artur Mabellon Léon Epin Paul Leroy | 33m bewegend vogeldoel team        | Zilver    | 2586 punten |
| Julien Louis Brulé Léonce Gaston Quentin Pascal Fauvel Eugène Grisot Eugène Richez Artur Mabellon Léon Epin Paul Leroy | 50m bewegend vogeldoel team        | Zilver    | 2493 punten |

### Gewichtheffen
| Olympiër         | Discipline  | Resultaat | Prestatie                                                                                            |
| ---------------- | ----------- | --------- | --- |
| André Delloue    | -60kg (m)   | 12e       | trekken: 13de met 0kg 1-handig stoten: 9de met 55kg 2-handig stoten: 1ste met 95kg totaal: 150kg     |
| Jean Ducher      | -60kg (m)   | 13e       | trekken: 13de met 0kg 1-handig stoten: 6de met 60kg 2-handig stoten: 9de met 80kg totaal: 140kg      |
| Fernand Arnout   | -67,5kg (m) | 5e        | trekken: 2de met 60kg 1-handig stoten: 9de met 60kg 2-handig stoten: 5de met 100kg totaal: 220kg     |
| Jean Vaquette    | -67,5kg (m) | 7e        | trekken: 4de met 55kg 1-handig stoten: 6de met 65kg 2-handig stoten: 6de met 95kg totaal: 215kg      |
| Henri Gance      | -75kg (m)   | Goud      | trekken: 1ste met 65kg 1-handig stoten: 1ste met 75kg 2-handig stoten: 1ste met 105kg totaal: 245kg  |
| Paul Ledran      | -75kg (m)   | 5e        | trekken: 3de met 55kg 1-handig stoten: 4de met 65kg 2-handig stoten: 5de met 100kg totaal: 220kg     |
| Ernest Cadine    | -82,5kg (m) | Goud      | trekken: 2de met 70kg 1-handig stoten: 2de met 90kg 2-handig stoten: 1ste met 135kg totaal: 295kg    |
| Maurice Devène   | -82,5kg (m) | 5e        | trekken: 5de met 65kg 1-handig stoten: 5de met 70kg 2-handig stoten: 3de met 115kg totaal: 250kg     |
| Louis Bernot     | +82,5kg (m) | Brons     | trekken: 2de met 65kg 1-handig stoten: 2de met 75kg 2-handig stoten: 2de met 115kg totaal: 255kg     |
| Joseph Duchateau | +82,5kg (m) | 6e        | trekken: 2de met 65kg 1-handig stoten: 6de met 72,5kg 2-handig stoten: 5de met 110kg totaal: 247,5kg |

### Hockey
| Olympiër | Discipline | Resultaat | Prestatie                                                                 |
| --- | ---------- | --------- | ------------------------------------------------------------------------- |
| Paul Haranger Robert Lelong Pierre Estrabant Georges Breuille Jacques Morise Edmond Loriol Désiré Guard Roland Bedel André Bounal Gaston Rogot Pierre Rollin | mannen     | 4e        | V van België: 2-3 V van Denemarken: 1-9 V van Groot-Brittannië: walk-over |

### IJshockey
| Olympiër                                                                                                | Discipline | Resultaat | Prestatie                                        |
| --- | ---------- | --------- | ------------------------------------------------ |
| Jean Chaland Pierre Charpentier Henri Couttet Georges Dary Jacques Gaittet Léon Quaglia Alfred de Rauch | mannen     | 5e        | 1ste ronde: vrij halve finale: V van Zweden: 0-4 |

### Kunstrijden
| Olympiër                         | Discipline | Resultaat | Prestatie   |
| -------------------------------- | ---------- | --------- | ----------- |
| Simone Sabouret Charles Sabouret | paren      | 7e        | 45,5 punten |

### Moderne vijfkamp
| Olympiër       | Discipline | Resultaat | Prestatie |
| -------------- | ---------- | --------- | --------- |
| Georges Brulé  | mannen     | 10e       | 57 punten |
| Henri Candelon | mannen     | 18e       | 71 punten |
| René Foucher   | mannen     | 16e       | 67 punten |
| Jean Mondielli | mannen     | 19e       | 72 punten |

### Paardensport
| Olympiër                                                                | Discipline  | Resultaat | Prestatie      |
| Dressuur                                                                | Dressuur    | Dressuur  | Dressuur       |
| ----------------------------------------------------------------------- | ----------- | --------- | -------------- |
| Michel Artola                                                           | individueel | 6e        | 23,4375 punten |
| Marcel Blanchard                                                        | individueel | 13e       | 20,0000 punten |
| Antoine Boudet                                                          | individueel | 9e        | 21,8125 punten |
| Hédoin de Maille                                                        | individueel | 5e        | 23,9375 punten |
| Gaston de Trannoy                                                       | individueel | 7e        | 23,1250 punten |
| Jean Esnault-Pelterie                                                   | individueel | 9e        | 21,8125 punten |
| Eventing                                                                |             |           |                |
| Camille de Sartiges                                                     | individueel | 15e       | 1352,50 punten |
| Jules de Vregille                                                       | individueel | DNF       | niet gefinisht |
| Edouard Saint-Poulof                                                    | individueel | 13e       | 1387,50 punten |
| André Vidart                                                            | individueel | DNF       | niet gefinisht |
| Camille de Sartiges Jules de Vregille Edouard Saint-Poulof André Vidart | team        | DNF       | niet gefinisht |
| Springconcours                                                          |             |           |                |
| Jacques Alquir-Bouffard                                                 | individueel | 20e       | 13,25 punten   |
| Edmond L'Hotte                                                          | individueel | 10e       | 8 punten       |
| Franck Tisnés                                                           | individueel | 22e       | 17 punten      |
| Auguste de Laissardière Henri Horment Théophile Carbon Pierre Le Moyne  | team        | 4e        | 34,75 punten   |
| Voltige                                                                 |             |           |                |
| Badu                                                                    | individueel | 11e       | 23,000 punten  |
| Cabanac                                                                 | individueel | 10e       | 24,333 punten  |
| Cauchy                                                                  | individueel | 9e        | 25,250 punten  |
| Field                                                                   | individueel | Zilver    | 29,500 punten  |
| Quartermaster                                                           | individueel | 12e       | 22,833 punten  |
| Salins                                                                  | individueel | 7e        | 26,333 punten  |
| Soldier                                                                 | individueel | 13e       | 20,500 punten  |

### Roeien
| Olympiër | Discipline      | Resultaat | Prestatie                                             |
| --- | --------------- | --------- | ----------------------------------------------------- |
| Alfred Plé Gaston Giran | dubbel-twee (m) | Brons     | serie 2: 1ste in 7.26,0 finale: 3de in 7.21,0         |
| Gabriel Poix Maurice Monney-Bouton Ernest Barberolle                                                                                       | twee-met (m)    | Zilver    | serie 2: 1ste in 9.15,0 finale: 2de in 7.57,0         |
| Albert Diebold Charles Hahn Frédéric Grossmann Robert Fleig Henri Barbenés Frédéric Fleig Charles Schlewer Émile Ruhlmann Émile Barberolle | acht (m)        | 4e        | serie 4: 1ste in 6.37,0 halve finale 2: 2de in 6.42,6 |

### Rugby
| Olympiër | Discipline | Resultaat | Prestatie                           |
| --- | ---------- | --------- | ----------------------------------- |
| Edouard Bader François Borde Adolphe Bousquet Jean Bruneval Alphonse Castex André Chilo René Crabos Curtet Alfred Eluère Jacques Forestier Grenet Maurice Labeyrie Constant Lamaignière Robert Levasseur Pierre Petiteau Raoul Thiercelin | mannen     | Zilver    | finale: V van Verenigde Staten: 0-8 |

### Schermen
| Olympiër | Discipline      | Resultaat | Prestatie |
| --- | --------------- | --------- | --- |
| Gustave Buchard                                                                                                   | degen (m)       | 6e        | 1ste ronde groep F: 1ste met 6 overwinningen kwartfinale C: 3de met 6 overwinningen halve finale B: 2de met 6 overwinningen finale: 3de met 6 overwinningen  |
| Georges Casanova                                                                                                  | degen (m)       | 5e        | 1ste ronde groep H: 2de met 6 overwinningen kwartfinale D: 3de met 6 overwinningen halve finale A: 1ste met 9 overwinningen finale: 5de met 5 overwinningen  |
| Frédéric Dubourdieu                                                                                               | degen (m)       | 14e       | 1ste ronde groep D: 1ste met 7 overwinningen kwartfinale B: 2de met 6 overwinningen halve finale A: 7de met 4 overwinningen                                  |
| Roger Ducret | degen (m)       | 25e       | 1ste ronde groep A: 3de met 5 overwinningen kwartfinale C: 7de met 5 overwinningen                                                                           |
| Alexandre Lippmann                                                                                                | degen (m)       | Zilver    | 1ste ronde groep E: 5de met 4 overwinningen kwartfinale D: 2de met 7 overwinningen halve finale A: 5de met 4 overwinningen finale: 2de met 7 overwinningen   |
| Armand Massard | degen (m)       | Goud      | 1ste ronde groep I: 1ste met 6 overwinningen kwartfinale B: 2de met 6 overwinningen halve finale A: 3de met 6 overwinningen finale: 1ste met 9 overwinningen |
| Louis Moureau | degen (m)       | 6e        | 1ste ronde groep G: 1ste met 6 overwinningen kwartfinale A: 4de met 6 overwinningen halve finale B: 2de met 6 overwinningen finale: 6de met 5 overwinningen  |
| Georges Trombert                                                                                                  | degen (m)       | 13e       | 1ste ronde groep C: 1ste met 5 overwinningen kwartfinale A: 1ste met 8 overwinningen halve finale B: 7de met 6 overwinningen                                 |
| Alexandre Lippmann Gustave Buchard Georges Trombert Georges Casanova Louis Moureau Gaston Amson Armand Massard    | degen team (m)  | Brons     | |
| Philippe Cattiau                                                                                                  | floret (m)      | Zilver    | 1ste ronde groep F: 1ste met 6 overwinningen halve finale B: 1de met 4 overwinningen finale: 2de met 9 overwinningen                                         |
| Lionel Bony de Castellane                                                                                         | floret (m)      | 13e       | 1ste ronde groep C: 3de met 4 overwinningen halve finale A: 4de met 2 overwinningen                                                                          |
| Roger Ducret | floret (m)      | Brons     | 1ste ronde groep G: 1ste met 5 overwinningen halve finale A: 3de met 3 overwinningen finale: 3de met 9 overwinningen                                         |
| André Labatut | floret (m)      | 4e        | 1ste ronde groep A: 1ste met 6 overwinningen halve finale D: 1ste met 5 overwinningen finale: 4de met 7 overwinningen                                        |
| Marcel Perrot | floret (m)      | 11e       | 1ste ronde groep D: 2de met 6 overwinningen halve finale B: 3de met 3 overwinningen finale: 11de met 3 overwinningen                                         |
| Georges Trombert                                                                                                  | floret (m)      | 10e       | 1ste ronde groep B: 2de met 7 overwinningen halve finale C: 1ste met 4 overwinningen finale: 10de met 3 overwinningen                                        |
| Gaston Amson Lionel Bony Philippe Cattiau Roger Ducret Lucien Gaudin André Labatut Marcel Perrot Georges Trombert | floret team (m) | Zilver    | |
| Henri de Saint-Germain                                                                                            | sabel (m)       | 31e       | 1ste ronde groep C: 6de met 2 overwinningen |
| Jean Margraff | sabel (m)       | DNF       | 1ste ronde groep D: niet gefinisht |
| Marc Perrodon | sabel (m)       | 24e       | 1ste ronde groep A: 5de met 3 overwinningen |
| Jean Servent | sabel (m)       | 22e       | 1ste ronde groep E: 5de met 4 overwinningen |
| Georges Trombert                                                                                                  | sabel (m)       | DNF       | 1ste ronde groep B: niet gefinisht |
| Jean Margraff Marc Perrodon Henri de Saint-Germain Georges Trombert                                               | sabel team (m)  | Zilver    | |

### Schietsport
| Olympiër                                                                                       | Discipline                            | Resultaat | Prestatie   |
| ---------------------------------------------------------------------------------------------- | ------------------------------------- | --------- | ----------- |
| Joseph Pecchia Jules Maujean Léon Johnson Émile Boitout André Regaud                           | 30m militair geweer team (m)          | 5e        | 1239 punten |
| Joseph Pecchia Jules Maujean Léon Johnson Émile Boitout André Regaud                           | 50m vrij geweer team (m)              | 6e        | 2225 punten |
| Léon Johnson                                                                                   | 50m geweer (m)                        | onbekend  |             |
| Achille Paroche                                                                                | 50m geweer (m)                        | onbekend  |             |
| André Parmentier                                                                               | 50m geweer (m)                        | onbekend  |             |
| Georges Roes                                                                                   | 50m geweer (m)                        | onbekend  |             |
| Émile Rumeau                                                                                   | 50m geweer (m)                        | onbekend  |             |
| Léon Johnson Achille Paroche André Parmentier Georges Roes Émile Rumeau                        | 50m geweer team (m)                   | 5e        | 1847 punten |
| Paul Colas                                                                                     | 300m vrij geweer 3 posities (m)       | 33e       | 893 punten  |
| Achille Paroche                                                                                | 300m vrij geweer 3 posities (m)       | 22e       | 929 punten  |
| André Parmentier                                                                               | 300m vrij geweer 3 posities (m)       | 30e       | 905 punten  |
| Albert Regnier                                                                                 | 300m vrij geweer 3 posities (m)       | 36e       | 850 punten  |
| Georges Roes                                                                                   | 300m vrij geweer 3 posities (m)       | 26e       | 909 punten  |
| Paul Colas Achille Paroche André Parmentier Albert Regnier Georges Roes                        | 300m vrij geweer 3 posities team (m)  | 7e        | 4487 punten |
| Léon Johnson                                                                                   | 300m militair geweer liggend (m)      | Zilver    | 59 punten   |
| Achille Paroche                                                                                | 300m militair geweer liggend (m)      | 5e        | 59 punten   |
| Léon Johnson Emile Rumeau Achille Paroche André Parmentier Georges Roes                        | 300m militair geweer liggend team (m) | Zilver    | 283 punten  |
| Léon Johnson                                                                                   | 300m militair geweer staand (m)       | onbekend  |             |
| Achille Paroche                                                                                | 300m militair geweer staand (m)       | onbekend  |             |
| Léon Johnson Emile Rumeau Achille Paroche André Parmentier Georges Roes                        | 300m militair geweer staand team (m)  | 5e        | 249 punten  |
| Léon Johnson Emile Rumeau Achille Paroche André Parmentier Georges Roes                        | 600m militair geweer liggend (m)      | 5e        | 280 punten  |
| Léon Johnson Emile Rumeau Achille Paroche André Parmentier Georges Roes                        | 300+600m militair geweer liggend (m)  | 4e        | 563 punten  |
| André Fleury Marcel Lafitte Henri de Castex Augustin Berjat René Texier Jean Lareinty-Tholozan | kleiduifschieten team (m)             | 7e        | 210 punten  |

### Schoonspringen
| Olympiër  | Discipline   | Resultaat | Prestatie                  |
| --------- | ------------ | --------- | -------------------------- |
| Rémy Weil | 3m plank (m) | 13e       | groep 1: 7de met 30 punten |

### Tennis
| Olympiër                             | Discipline     | Resultaat | Prestatie |
| ------------------------------------ | -------------- | --------- | --- |
| Jacques Brugnon                      | enkelspel (m)  | 9e        | 1ste ronde: vrij 2de ronde: W van SUI Chiesa: 6-4, 7-5, 6-4 3de ronde: V van RSA Raymond: 6-3, 2-6, 0-6, 1-6 |
| Max Décugis                          | enkelspel (m)  | 17e       | 1ste ronde: W van RSA Norton: 6-4, 12-10, 2-6, 8-6 2de ronde: V van RSA Dodd: 2-6, 1-6, 1-6 |
| François Blanchy                     | enkelspel (m)  | 33e       | 1ste ronde: V van RSA Dodd: 6-2, 2-6, 1-6, 7-9 |
| Jean-Pierre Samazeuilh               | enkelspel (m)  | 17e       | 1ste ronde: vrij 2de ronde: V van RSA Winslow: 5-7, 6-2, 3-6, 2-6 |
| Jacques Brugnon François Blanchy     | dubbelspel (m) | 4e        | 1ste ronde: vrij 2de ronde: W van TCH Hyks/Just: 6-1, 6-2, 6-4 kwartfinale: W van NOR Langaard/Nielsen: 6-1, 6-1, 6-3 halve finale: V van JPN Kashio/Kumagae: 4-6, 6-4, 3-6, 1-6 bronzen finale: V van FRA Albarran/Décugis: walk-over                                                       |
| Daniel Lawton Jean-Pierre Samazeuilh | dubbelspel (m) | 9e        | 1ste ronde: W van BEL Grisar/van den Bemden: 6-4n 6-2, 6-3 2de ronde: V van RSA Blackbeard/Dodd: 3-6, 0-6, 7-7 |
| Pierre Albarran Max Décugis          | dubbelspel (m) | Brons     | 1ste ronde: W van TCH Bures/Popelka: walk-over 2de ronde: W van ESP Flaquer/de Satrustegui: 6-2, 3-6, 6-3, 6-4 kwartfinale: W van RSA Blackbeard/Dodd: 3-6, 6-4, 6-4, 7-5 halve finale: V van GBR Turnbull/Woosnam: 6-4, 4-6, 3-6, 8-10 bronzen finale: W van FRA Brugnon/Blanchy: walk-over |
|                                      |                |           | |
| Suzanne Lenglen                      | enkelspel (v)  | Goud      | 1ste ronde: W van BEL Storms: 6-0, 6-0 2de ronde: W van GBR McNair: 6-0, 6-0 kwartfinale: W van SWE Strömberg-von Essen: 6-0, 6-0 halve finale: W van SWE Fick: 6-0, 6-1 finale: W van GBR Holman: 6-3, 6-0                                                                                  |
| Jeanne Vaussard                      | enkelspel (v)  | 17e       | 1ste ronde: V van GBR McKane: 4-6, 4-6 |
| Élisabeth d'Ayen                     | enkelspel (v)  | 5e        | 1ste ronde: vrij 2de ronde: W van DEN Hansen: 6-2, 6-3 kwartfinale: V van GBR McKane: 2-6, 3-6 |
| Suzanne Lenglen Élisabeth d'Ayen     | dubbelspel (v) | Brons     | 1ste ronde: vrij kwartfinale: W van SWE Fick/Strömberg-von Essen: 6-4, 6-3 halve finale: V van GBR McKane/McNair: 6-2, 3-6, 6-8 bronzen finale: W van BEL Arendt/Storms: walk-over |
| Suzanne Lenglen Max Décugis          | dubbelspel (g) | Goud      | 1ste ronde: W van ESP Rospide/Alonso: walk-over 2de ronde: W van GBR G Beamish/A Beamish: 6-2, 6-0 kwartfinale: W van BEL Chaudoir/Lammens: 3-6, 6-1, 6-1 halve finale: W van DEN Hansen/Tegner: 6-0, 6-1 finale: W van GBR McKane/Woosnam: 6-4, 6-2                                         |
| Jeanne Vaussard François Blanchy     | dubbelspel (g) | 9e        | 1ste ronde: vrij 2de ronde: V van BEL Chaudoir/Lammens: 6-4, 5-7, 3-6 |
| Élisabeth d'Ayen Pierre Hirsch       | dubbelspel (g) | 9e        | 1ste ronde: W van SWE Fick/Lindqvist: 7-5, 8-6 2de ronde: V van GBR McKane/Woosnam: 4-6, 2-6 |

### Turnen
| Olympiër | Discipline               | Resultaat | Prestatie      |
| --- | ------------------------ | --------- | -------------- |
| Laurent Grech | individuele meerkamp (m) | 6e        | 85,65 punten   |
| Jean Gounot | individuele meerkamp (m) | Brons     | 87,45 punten   |
| Louis-Charles Marty | individuele meerkamp (m) | 13e       | 81,15 punten   |
| Georges Thurnherr | individuele meerkamp (m) | 5e        | 86,00 punten   |
| Marco Torrès | individuele meerkamp (m) | Zilver    | 87,62 punten   |
| François Walker | individuele meerkamp (m) | 15e       | 80,55 punten   |
| Georges Berger Emile Bouchès René Boulanger Alfred Buyenne Eugène Cordonnier Léon Delsarte Lucien Démanet Paul Durin Georges Duvant Fernand Fauconnier Arthur Hermann Albert Hersoy André Higelin Auguste Hoel Louis Kempe Georges Lagouge Paulin Lemaire Ernest Lespinasse Emile Martel Jules Pirard Eugène Pollet Georges Thurnherr Marco Torrès François Walker Julien Wartelle Paul Wartelle | meerkamp team (m)        | Brons     | 340,100 punten |

### Voetbal
| Olympiër | Discipline | Resultaat | Prestatie                                                                                  |
| --- | ---------- | --------- | ------------------------------------------------------------------------------------------ |
| Henri Bard Jean Batmale Édouard Baumann Oscar Bongard Philippe Bonnardel Jean Boyer Jules Dewaquez Raymond Dubly Maurice Gastiger Pierre Gastiger Maurice Gravelines François Hugues Léon Huot André Lassalle André Le Bidois Maurice Leroux Pierre Mony Paul Nicolas Albert Parsis René Petit Alfred Roth | mannen     | 7e        | 1ste ronde: vrij kwartfinale: W van Italië: 3-1 halve finale: V van Tsjecho-Slowakije: 1-4 |

### Waterpolo
| Olympiër | Discipline | Resultaat | Prestatie                       |
| --- | ---------- | --------- | ------------------------------- |
| Jean Thorailler Emile-Georges Drigny Albert Mayaud Henri Padou, Sr. Henri Duvanel Marcel Hussaud Paul Vasseur | mannen     | 9e        | 1ste ronde: V van Brazilië: 1-5 |

### Wielersport
| Olympiër                                                              | Discipline               | Resultaat | Prestatie |
| Baan                                                                  | Baan                     | Baan      | Baan |
| --------------------------------------------------------------------- | ------------------------ | --------- | --- |
| Henri Bellivier                                                       | sprint (m)               | 12e       | serie 1: 1ste in 13,2 kwartfinale 1: 2de herkansingen: 1ste herkansingen finale: 4de                                              |
| Charles Lanusse                                                       | sprint (m)               | 4e        | serie 9: 1ste in 13,0 kwartfinale 5: 2de herkansingen: 1ste in 13,0 herkansingen finale: 1ste in 13,0 halve finale 3: 2de in 15,2 |
| Georges Paillard                                                      | sprint (m)               | 4e        | serie 7: 2de kwartfinale 7: 3de herkansingen: 3de                                                                                 |
| Georges Perrin                                                        | sprint (m)               | 11e       | serie 6: 2de kwartfinale 5: 2de herkansingen: 1ste in 12,8 herkansingen finale: 3de                                               |
| Gaston Alancourt                                                      | 50km (m)                 | 8e        | |
| Courder                                                               | 50km (m)                 | DNF       | niet gefinisht |
| Enguerrand                                                            | 50km (m)                 | DNF       | niet gefinisht |
| Henri Bellivier Georges Perrin                                        | tandem (m)               | 7e        | serie 3: 3de |
| Enguerrand Henri Habent Courder Lucien Faucheux                       | ploegenachtervolging (m) | 5e        | serie 1: 2de |
| Weg                                                                   |                          |           | |
| Fernand Canteloube                                                    | tijdrit (m)              | Brons     | 4:42.54,4 |
| Georges Detreille                                                     | tijdrit (m)              | 6e        | 4:46.13,4 |
| Marcel Gobillot                                                       | tijdrit (m)              | 14e       | 4:55.39,6 |
| Achille Souchard                                                      | tijdrit (m)              | 10e       | 4:51.56,0 |
| Fernand Canteloube Georges Detreille Marcel Gobillot Achille Souchard | ploegentijdrit (m)       | Goud      | 19:16.43,4 |

### Worstelen
| Olympiër             | Discipline  | Resultaat   | Prestatie |
| Vrije stijl          | Vrije stijl | Vrije stijl | Vrije stijl |
| -------------------- | ----------- | ----------- | --- |
| Georges Barathon     | -54kg (m)   | 5e          | 1ste ronde: vrij kwartfinale: V van USA Gerson |
| Jean Harrasse        | -54kg (m)   | 5e          | 1ste ronde: vrij kwartfinale: V van GBR Bernard |
| Jules Deligny        | -61kg (m)   | 9e          | 1ste ronde: V van FIN Anttila |
| Henri Joudiou        | -61kg (m)   | 5e          | 1ste ronde: vrij kwartfinale: V van GBR Wright |
| Charles Backsman     | -69kg (m)   | 17e         | 1ste ronde: V van FIN Penttala |
| Pierre Angelot       | -69kg (m)   | 9e          | 1ste ronde: vrij 2de ronde: V van BEL Janssens |
| Pierre Ledron        | -80kg (m)   | 9e          | 1ste ronde: V van USA Maurer |
| François Meyer       | -80kg (m)   | 9e          | 1ste ronde: V van SWE Larsson |
| Grieks-Romeins       |             |             | |
| Jules Bouquet        | -60kg (m)   | 9e          | 1ste ronde: vrij 2de ronde: V van TCH Beranek |
| Maurice Bovis        | -60kg (m)   | 5e          | 1ste ronde: vrij 2de ronde: V van DEN Torgensen |
| Maurice Rohon        | -67,5kg (m) | 7e          | 1ste ronde: W van EGY Rahmy 2de ronde: V van FIN Vare zilveren halve finale: V van DEN Frisenfeldt                                                       |
| Théodore Bainconneau | -67,5kg (m) | 17e         | 1ste ronde:' V van NED Coerse |
| Émile Gorbière       | -75kg (m)   | 17e         | 1ste ronde: V van ITA Corsanego |
| Camille Prunier      | -75kg (m)   | 17e         | 1ste ronde:' V van TCH Huml |
| Jean Douvinet        | -82,5kg (m) | 17e         | 1ste ronde: V van SWE Ohlsson |
| Edmond Dame          | +82,5kg (m) | 5e          | 1ste ronde: vrij 2de ronde: W van EST Kukk kwartfinale: V van FIN Lindfors zilveren kwartfinale: V van DEN Hansen bronzen halve finale: V van USA Weyand |
| André Gasiglia       | +82,5kg (m) | 7e          | 1ste ronde:' V van FIN Lindfors zilveren halve finale: V van DEN Hansen bronzen kwartfinale: V van USA Willkie                                           |

### Zeilen
| Olympiër                             | Discipline | Resultaat | Prestatie       |
| ------------------------------------ | ---------- | --------- | --------------- |
| Albert Wei Robert Monier Félix Picon | 6,5m       | Zilver    | 4 punten: (2-2) |

### Zwemmen
| Olympiër                                                | Discipline            | Resultaat    | Prestatie                                  |
| ------------------------------------------------------- | --------------------- | ------------ | ------------------------------------------ |
| Henri Padou                                             | 100m vrije slag (m)   | series       | serie 3: 3de in 1.08,4                     |
| Georges Pouilley                                        | 100m vrije slag (m)   | series       | serie 1: 4de                               |
| Rémy Weil                                               | 100m vrije slag (m)   | series       | serie 5: 4de                               |
| Paul Vasseur                                            | 400m vrije slag (m)   | series       | serie 2: 3de in 6.30,4                     |
| Pierre Lavraie                                          | 1500m vrije slag (m)  | DNF          | serie 5: niet gefinisht                    |
| Daniel Lehu                                             | 100m rugslag (m)      | series       | serie 2: 6de                               |
| Henri Matter                                            | 100m rugslag (m)      | series       | serie 1: 5de                               |
| Émile Arbogast                                          | 200m schoolslag (m)   | series       | serie 2: 5de                               |
| Lucien Lebaillif                                        | 200m schoolslag (m)   | series       | serie 4: 5de                               |
| Émile Arbogast                                          | 400m schoolslag (m)   | series       | serie 3: 4de                               |
| Lucien Lebaillif                                        | 400m schoolslag (m)   | halve finale | serie 1: 2de in 7.12,2 halve finale 1: 5de |
| Albert Mayaud Paul Vasseur Georges Pouilley Henri Padou | 4x200m vrije slag (m) | 7e           | serie 1: 4de in 11.53,0                    |
|                                                         |                       |              |                                            |
| Yvonne Degraine                                         | 100m vrije slag (v)   | series       | serie 1: 4de                               |
| Ernestine Lebrun                                        | 100m vrije slag (v)   | series       | serie 3: 4de                               |
| Suzanne Wurtz                                           | 100m vrije slag (v)   | series       | serie 2: 5de                               |
| Ernestine Lebrun                                        | 300m vrije slag (v)   | series       | serie 2: 5de                               |
| Suzanne Wurtz                                           | 300m vrije slag (v)   | series       | serie 3: 4de in 5.33,0                     |

Argentinië · Australië · België · Brazilië · Brits-Indië · Canada · Chili · Denemarken · Egypte · Estland · Finland · Frankrijk · Griekenland · Groot-Brittannië · Italië · Japan · Joegoslavië · Luxemburg · Monaco · Nederland · Nieuw-Zeeland · Noorwegen · Portugal · Spanje · Tsjecho-Slowakije · Verenigde Staten · Zuid-Afrika · Zweden · Zwitserland